# Périgord blanc
Der Périgord blanc ist zusammen mit dem Périgord noir, dem Périgord pourpre und dem Périgord vert  eine der vier touristischen Unterteilungen des Périgords.

## Etymologie

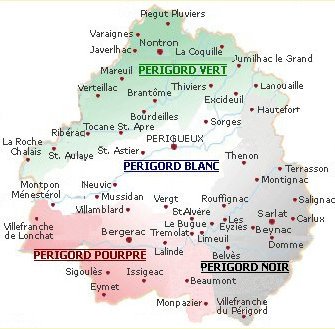
Lagekarte des in vier Farben unterteilten Périgords

Das französische Adjektiv blanc hat im Deutschen die Bedeutung weiß, weißfarben. Die Farbe bezieht sich auf das anstehende weiße Oberkreidegestein, mit dem unzählige Gebäude in dieser Landschaft errichtet wurden.

## Geographie

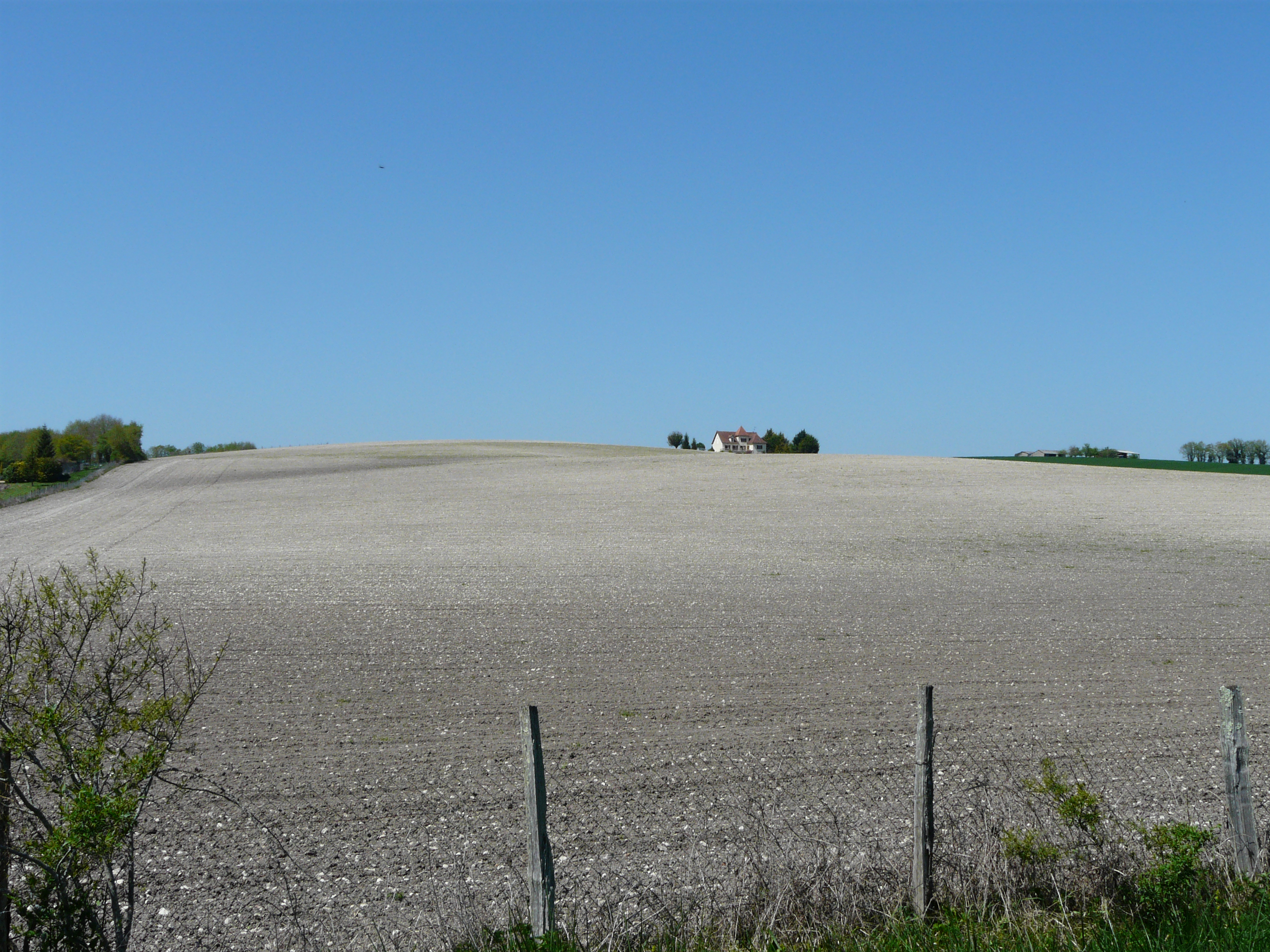
Frisch bearbeitetes Feld bei Cornille

Geographisch erstreckt sich der Périgord blanc auf die Landschaften des Périgord central, des Ribéracois, der Double und Teile des Landais.
Vormals wurden auch die Kalkplateaus des Ribéracois und des Verteillacois als Périgord blanc bezeichnet. Beide Landschaften bilden heute jedoch Teil des Périgord vert. 
Zu Beginn des 21. Jahrhunderts entspricht der Périgord blanc im Wesentlichen der Landschaft beidseitig der Isle, die den Nordosten und den zentralen Westen des Départements Dordogne durchquert. Er beginnt in etwa mit der Einmündung der Loue in das Tal der Isle bei Coulaures und endet bei Erreichen der Westgrenze zum Département Gironde bei Le Pizou.
Der touristische Périgord blanc wird oft mit der Landschaft des Périgord central gleichgesetzt, obwohl dies streng genommen nicht richtig ist, da die beiden Territorien nicht deckungsgleich sind. Der Périgord central umfasst nämlich zusätzlich das Pays d’Hautefort, erstreckt sich somit wesentlich weiter nach Osten. Dafür endet er im Westen bereits auf der Höhe von Saint-Astier und berührt weder die Double noch das Landais.
Neben Périgueux, der Hauptstadt des Départements Dordogne, befinden sich folgende bedeutende Gemeinden im Périgord blanc:
- Cubjac
- Montpon-Ménestérol
- Mussidan
- Neuvic
- Saint-Astier
- Savignac-les-Églises
- Sorges
- Vergt